# Cabalian
Cabalian je aktivní sopka na Filipínách. V současnosti není činná. K poslední erupci došlo někdy v první polovině 19. století.

## Popis
Cabalian je 945 m vysoký stratovulkán andezitového až čedičo-andezitového složení. Radiokarbonové datování vzorků z uloženin pyroklastické proudu určilo, že k poslední erupci došlo kolem roku 1820, s odchylkou ±30 let. Na západním a východním křídle se dají nalézt termální prameny o teplotě až 64 °C. 